# شیرین‌شاه شاه‌تیمور
شیرین‌شاه شاه‌تیمور (به تاجیکی: Шириншоҳ Шотемур) (روسی: Шириншо Шотемор) (زادهٔ ۱ دسامبر ۱۸۹۹ در ناحیهٔ شنغان - درگذشتهٔ ۲۷ اکتبر ۱۹۳۷ در مسکو) سیاست‌مدار و رئیس‌جمهور جمهوری سوسیالیستی خودمختار تاجیکستان شوروی بود که نقش مهمی در تشکیل جمهوری سوسیالیستی تاجیکستان شوروی ایفا کرد.

## زندگی‌نامه
وی از سال ۱۹۲۳ میلادی به‌مدت یک سال در کابینهٔ دولت وقت جمهوری خودمختار تاجیکستان شوروی عضویت داشت و در سال ۱۹۲۹ میلادی در مسکو در دانشگاه کمونیستی شرق تحصیل کرد. شاه‌تیمور از سال ۱۹۳۰ تا ۱۹۳۲ میلادی دبیر دوم این حزب بود.

## اعدام
شاه‌تیمور در ژوئیهٔ ۱۹۳۷ میلادی برای شرکت در جلسه‌ای به مسکو دعوت شده‌بود که در همان تالار جلسه در کاخ کرملین بازداشت شد و به‌اتهام «دشمنی با خلق» به اعدام محکوم گردید. در سال ۱۹۵۶ بعد از مرگ استالین، شیرین‌شاه شاه‌تیمور، بی‌گناه اعلام شد.

## میراث
در سال ۲۰۰۶ به دستور امامعلی رحمان، رئیس جمهوری تاجیکستان، به شیرین‌شاه شاه‌تیمور عنوان «قهرمان تاجیکستان» اعطا شد.